# Genter Altar
Der Genter Altar ist ein Flügelaltar in der St.-Bavo-Kathedrale (Sint Bavo) in der belgischen Stadt Gent. Er wurde von Jan van Eyck und wahrscheinlich dessen älterem Bruder Hubert van Eyck geschaffen und 1432 oder 1435 von Jan van Eyck in der Kathedrale – der damaligen Pfarrkirche Sint-Jans (St. Johannes) – aufgestellt.
Die lange als recht sicher angenommene Mitwirkung Hubert van Eycks, die einer lokalen Genter Tradition entspricht und auch auf einer möglicherweise später hinzugefügten Inschrift auf den unteren Rahmenleisten der Altaraußenseite beruht, wird von einigen Forschern verworfen. Aufgrund neuerer Erkenntnisse im Zuge der seit 2012 andauernden Renovierung wird im Gegensatz dazu von einigen Kunstwissenschaftlern der Standpunkt vertreten, es gebe keinen Anlass, die Authentizität der auf der Erstfassung der Rahmen angebrachten Inschrift und damit die Mitwirkung Hubert van Eycks zu bezweifeln.
Stifter des Altars waren der Genter Kaufmann Joos (auch Jodocus, Joost) Vijd und seine Frau Elisabeth (auch Lysbetta, Isabella) Borluut.
Hauptthema des Retabels ist die Anbetung des Lammes aus der Offenbarung des Johannes mit Engeln und Heiligen (Offb 14,1–5 ).

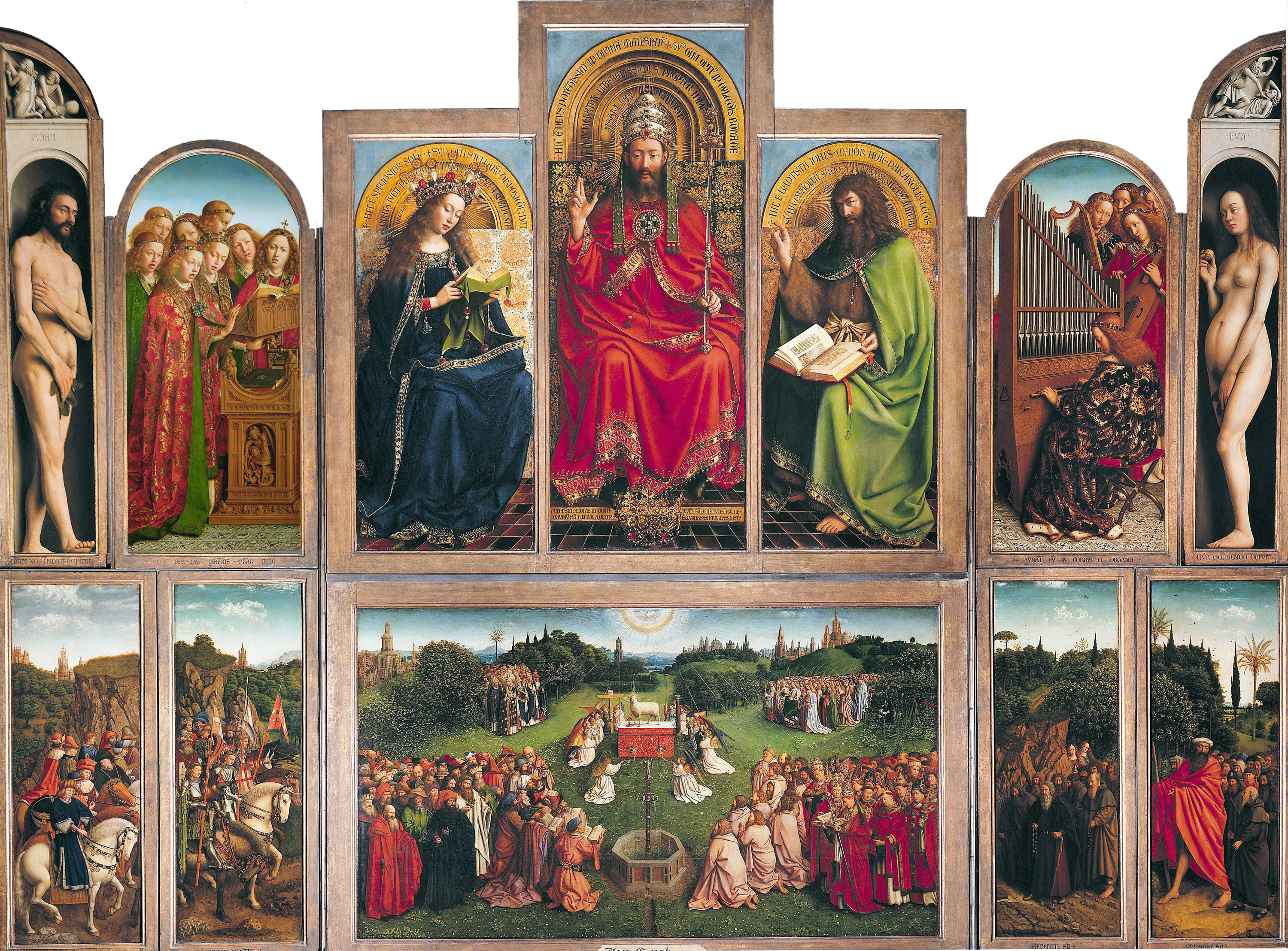
Genter Altar geöffnet: Festtagsseite

## Beschreibung

### Maße
Maße in geschlossenem Zustand (ohne Rahmen): 375 × 260 cm

Maße in geöffnetem Zustand (ohne Rahmen): 375 × 520 cm

### Alltagsseite – geschlossener Zustand

Der Altar mit geschlossenen Flügeln nach der neuerlichen Restaurierung

Die Innenseite des Altars wurde bei Gottesdiensten nur an hohen christlichen Festen gezeigt: an Weihnachten, Ostern und Allerheiligen. An den übrigen Tagen blieben die Flügel geschlossen, und nur die Alltagsseite („Werktagsseite“) konnte betrachtet werden. Diese ist in drei Zonen aufgebaut und wirkt wie ein Querschnitt durch ein Haus mit verschiedenen Stockwerken bzw. Etagen.

#### Untere Zone
Die untere Zone zeigt vier Nischen mit Rundbogenarkaden. In den äußeren Nischen sind links und rechts die beiden knienden Stifter, Joos Vijd und seine Frau, Elisabeth Borluut, dargestellt.
In den mittleren beiden Nischen, den Stiftern zugewendet, stehen Johannes der Täufer und Johannes der Evangelist. Sie sind in durch spätere Übermalung farblich verfälschtem Grisaille ausgeführt, als Skulpturen auf mehreckigen Sockeln mit Namensinschriften. Der Täufer ist an seinen üblichen Attributen zu erkennen, dem Untergewand aus Fell und dem Lamm Gottes, auf das er mit dem Zeigefinger der rechten Hand zeigt. Der Evangelist hält in der Hand einen Kelch, aus dem sich Schlangen emporwinden. Mit diesem Motiv wird auf eine in der Legenda aurea überlieferte apokryphe Erzählung angespielt, die sagt, dass Johannes vergifteter Wein gereicht wurde, er den Kelch aber gesegnet habe und daraufhin das Gift den Kelch in Gestalt einer Schlange verlassen habe.
Johannes der Täufer ist der Stadtpatron von Gent und war der Vorgänger des Heiligen Bavo als Patron der Kirche. Johannes der Evangelist ist der Autor des Johannesevangeliums und der Tradition zufolge auch der Offenbarung des Johannes.

#### Mittlere Zone
Die über der unteren Etage befindliche mittlere Zone zeigt eine Verkündigungsszene. Die vier Tafeln präsentieren einen durchgehenden, niedrigen Innenraum, aus dem ein Biforienfenster den Blick in eine flämische Stadt öffnet. Die schmale Wandnische, die – wie die Lichtreflexe auf den metallenen Gegenständen und die Schatten des Maßwerks sowie des Bilderrahmens zeigen – weniger durch ein Dreipassfenster als von einer nicht genau definierbaren Lichtquelle erhellt wird, birgt eine Waschvorrichtung mit einer spiegelblanken Schale, einer kunstvollen, glänzenden Wasserkanne und einem weißen Handtuch. Diese Gegenstände können als Symbole der jungfräulichen Gottesmutter Maria gedeutet werden.
Auf der linken Tafel ist der Verkündigungsengel dargestellt, auf der entsprechenden gegenüberliegenden Tafel die kniende Maria, die an ihrem Betpult überrascht worden ist und aufblickt. Über ihrem Kopf schwebt die Taube des Heiligen Geistes. Die Antwort auf den Ave-Gruß des Engels – Ecce ancilla domini (Siehe [ich bin] die Magd des Herrn, Lk 1,38 ) – steht auf dem Kopf, so als sollten die Taube oder der Prophet, der sich aus der darüberliegenden Lünette vorbeugt, sie besser verstehen können. Damit kann eine räumliche und geistige Verbindung zwischen mittlerer und oberer Zone zustande kommen.

#### Obere Zone
Die obere Zone wird durch Rundbogenabschlüsse der darunter liegenden Tafeln gebildet. In den Lünetten links und rechts sind die Propheten Sacharja und Micha sowie dazwischen die Sibylle von Erythrai und die Sibylle von Cumae dargestellt. Erstere ist in ein orientalisch wirkendes Kostüm gekleidet. Ihre turbanartige Haube gleicht der Haube einer Frauengestalt auf Robert Campins Vermählung Mariens und der Hebamme Salome auf Jacques Darets Geburt Jesu und rückt diese Sibylle in die Nähe der bis ins Spätmittelalter verehrten weisen Frauen. Die Cumäische Sibylle trägt ein Kleid nach der Mode der Isabella von Portugal, der dritten Frau des Burgunders Philipp III. So war Isabella 1429 von Jan van Eyck auf einem Porträt gemalt worden, dessen Original verschollen ist, von dem es aber eine Nachzeichnung gibt.
Beide Propheten und beide Sibyllen sind mit Spruchbändern ihrer jeweiligen Prophezeiungen versehen.
- Bei Sacharja heißt es:

Exulta satis filia syo[n] jubila … Ecce rex tuus ve(n)it
Übersetzung:
Juble laut Tochter Sion … Siehe dein König kommt (Sach 9,9 ).
- Bei Micha heißt es:

Ex te egredietur qui sit dominator in isr[ae]l ♦
Übersetzung:
Aus dir wird einer hervorgehen, der Herrscher sein soll in Israel (Micha 5,1 ).
- Bei der Erythräischen Sibylle heißt es:

Nil mortale sona(n)s ♦ afflata es numine celso ♦
Übersetzung:
Nichts Sterbliches besingend, bist du von göttlichem Willen erfüllt (nach Vergil, Aeneis VI, 50).
- Bei der Cumäischen Sibylla heißt es:

Rex Al […] ♦ adve(n)iet ♦ p(er) sec(u)la futur(us) ♦ sci(licet) i(n) carn(em)
Der rudimentäre Text lässt keine sinnvolle Übersetzung zu.
Er erscheint wie eine Verkürzung aus Augustinus’ De civitate Dei XVIII, 23:
E caelo rex adveniet per saecla futurus / Scilicet ut carnem praesens, ut iudicet orbem.
Übersetzung:
Vom Himmel wird der ewige König kommen, um nämlich persönlich das Fleisch zu richten, um den Erdkreis zu richten.

#### Inschrift

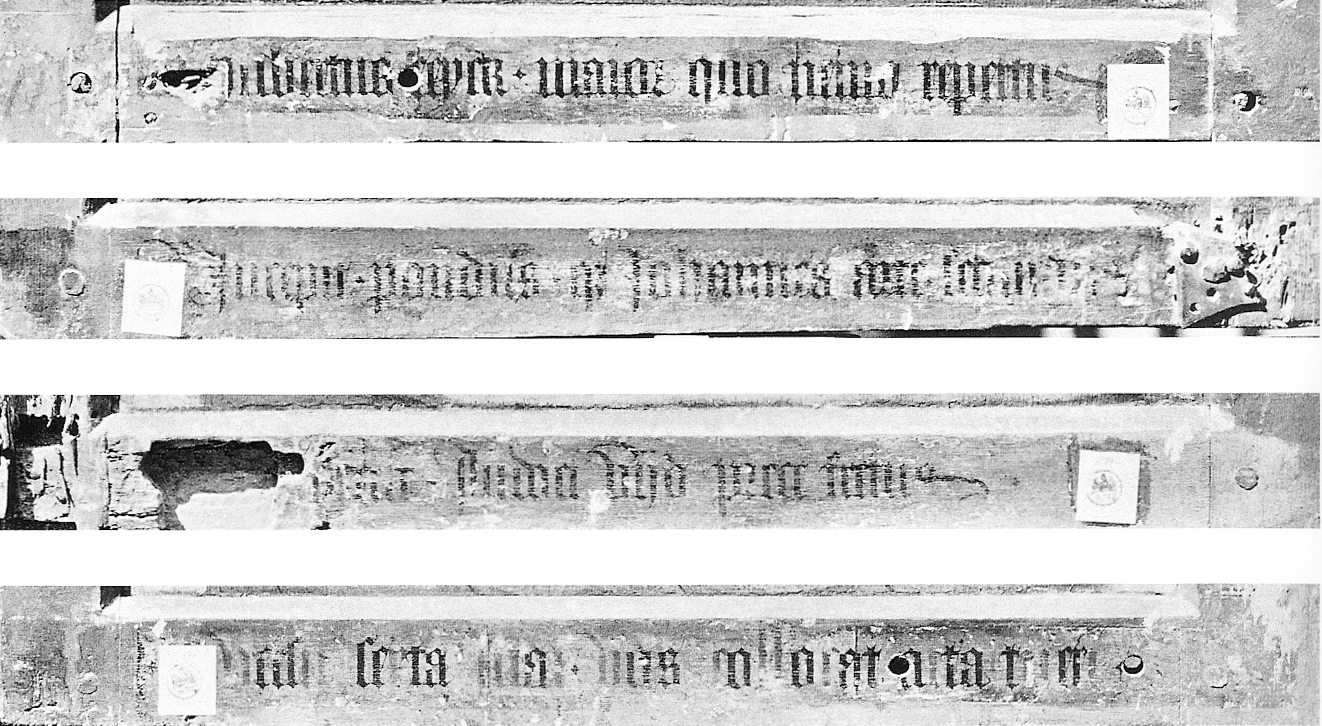
Die Inschrift
(monochrome Fotografie von 1878/79)

Auf den unteren Rahmenleisten der Flügelaußenseiten hat man bei einer Reinigung des Bildes im 19. Jahrhundert eine lateinische Versinschrift in daktylischen Hexametern entdeckt und zum Teil wegen Unleserlichkeit ergänzt. Auf dieser Inschrift beruht die Annahme einer gemeinsamen Urheberschaft der Brüder Hubert und Jan van Eyck.
Transkription:
P(ic)tor Hubertus eeyck ♦ maıor quo nemo repertus
Incepıt ♦ pondus ♦ q(ue) Johannes arte secundus
(Frater per)fecıt ♦ Judocı Vıȷd prece fecıt
Versu sexta Maı ♦ vos collocat acta tuerı
Übersetzung:
Der Maler Hubert Eyck, der größte, der sich je fand, hat dieses Werk begonnen, und sein Bruder Johannes, in der Kunst der Zweite, hat die schwere Aufgabe vollendet, der Bitte des Joos Vijd folgend. Mit diesem Gedicht gestattet er euch, am 6. Mai das Vollbrachte anzuschauen.
Die auch im Original rot geschriebenen Buchstaben der letzten Zeile bilden – als römische Zahlen gelesen – ein Chronogramm und ergeben addiert die Jahreszahl 1432 (ı=1, V/v/u=5, x=10, l=50, c=100, M=1000). Röntgenuntersuchungen von 1950 und 1979 haben nahegelegt, dass die Inschrift erst nachträglich hinzugefügt worden ist. Untersuchungen im Verlauf der seit 2012 andauernden, neuerlichen Restaurierung des Altars haben allerdings ergeben, dass die Inschrift entgegen vorherigen Annahmen direkt auf die Erstfassung der Rahmen geschrieben worden ist.
Der in der Inschrift genannte 6. Mai 1432 war der Genter Tauftermin Josses von Burgund, des kurz vorher geborenen Kindes von Herzog Philipp dem Guten und seiner Gemahlin Isabella von Portugal. Dass Jan van Eyck Hofmaler und Kammerherr sowie Joos Vijd ein enger Vertrauter des Herzogs waren, erhöht nach Ansicht einiger Forscher die Wahrscheinlichkeit, dass der Genter Altar tatsächlich an diesem Tag aufgestellt worden ist.

### Festtagsseite – geöffneter Zustand
Mit geöffneten Flügeln zeigt der Altar seine Festtagsseite (auch „Sonntagsseite“ genannt; siehe die Abbildung oben). Sie ist unterteilt in zwei Zonen. Der das Bild beherrschende obere Mittelteil zeigt eine inthronisierte, monumentale Gestalt, die als Gott Vater, als Christus oder als Dreieiniger Gott interpretiert werden kann. Sie wird umrahmt von Maria und Johannes dem Täufer. Auf den Seitenflügeln wird diese Gruppe jeweils von Engeln und von Adam und Eva begleitet. Der untere Teil der Festtagsseite zeigt auf fünf Tafeln, die durch eine im Mittel- und im Hintergrund einheitliche Landschaft miteinander verbunden sind, Engel und Gruppen von Heiligen, die anbetend um das Lamm versammelt sind oder darauf zuströmen.

#### Gruppe der drei großen Gestalten

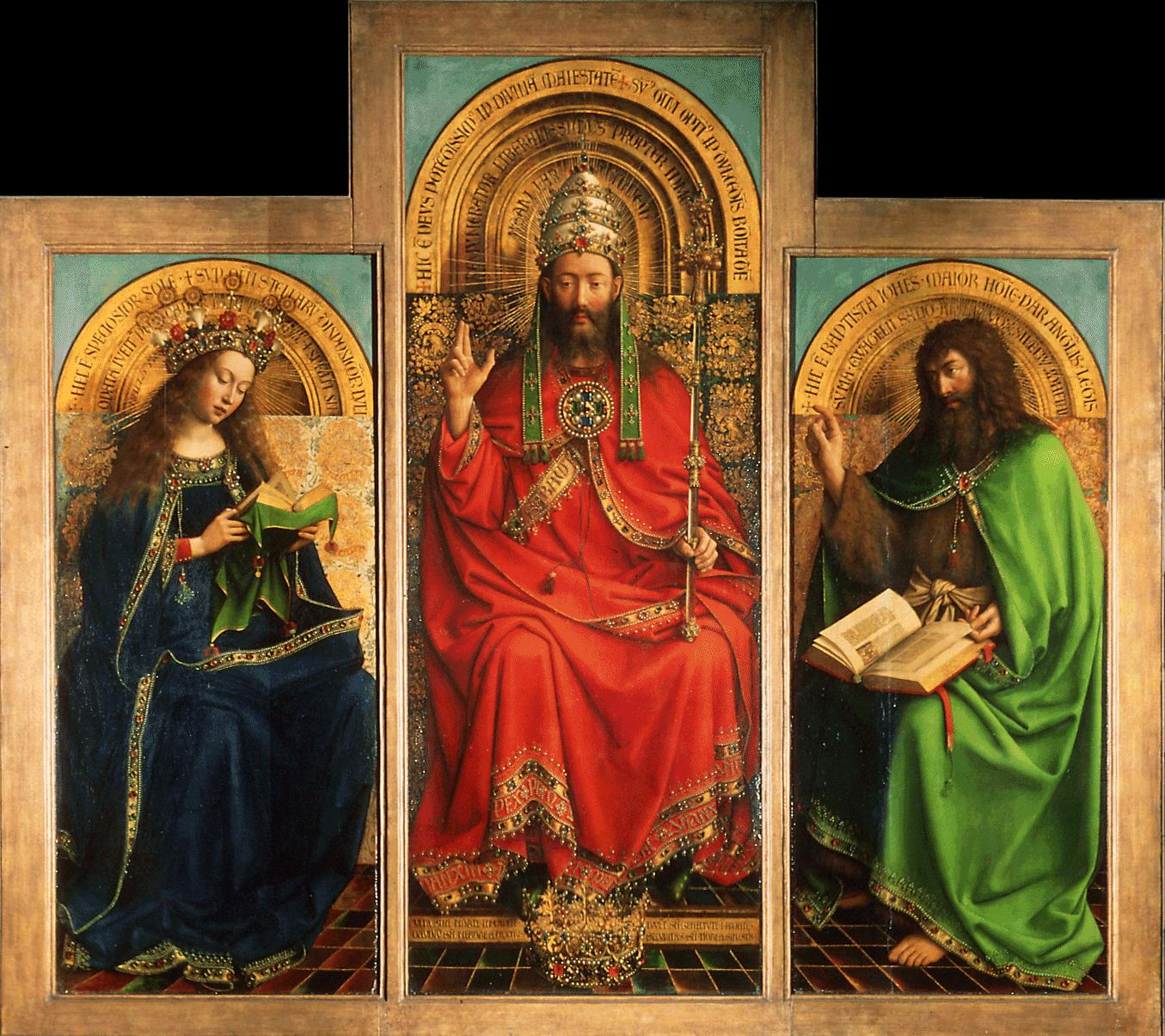
Gott Vater / der Dreieinige Gott / Christus mit Maria und Johannes dem Täufer

Auf den ersten Blick könnte die mittlere Gruppe aus drei Gestalten bestehen, die man in der byzantinischen Kunst eine Deësis nennt und die traditionell zur Darstellung des Jüngsten Gerichts gehört: Der Pantokrator (Christus als Allherrscher) mit den Heiligen Maria und Johannes dem Täufer. Maria und Johannes haben in der Deësis die Funktion von Bittstellern oder Vermittlern. Van Eyck weicht jedoch in einigen Punkten von dieser Tradition ab. So sitzt Maria gleichsam als Himmelskönigin auf einem Thron und trägt eine Krone, die mit den Mariensymbolen Rose, Maiglöckchen, Akelei und Lilie geschmückt ist. Wie in einer Verkündigungsszene ist sie in ein Buch vertieft. Auf dem Nimbus, der in Bögen ihr Haupt umrahmt, steht:
+ ♦ HEC E(ST) SPECIOSOR SOLE ♦ + SVP[ER] O[MN]EM STELLARV[M] DISPOSIT[I]O[N]E[M] LVCI
[C]O[M]PA[RA]TA I[N]VE[N]IT[VR] P[RI]OR CA[N]DOR E[ST] E[N]IM LUCIS ETERN[A]E + SPEC[VL]VM S[I]N[E]
MAC[V]LA DEI M[AIESTATIS]
Übersetzung:
Sie ist schöner als die Sonne und übertrifft jedes Sternbild. Sie ist strahlender als das Licht. Sie ist der Widerschein des ewigen Lichts, der ungetrübte Spiegel von Gottes Kraft, das Bild seiner Vollkommenheit. (Weisheit 7,26,29 )
Johannes der Täufer ist sofort an seinem härenen Untergewand zu erkennen, hat aber so wie oftmals Johannes der Evangelist einen grünen Mantel und als Attribut ein Evangelienbuch statt seines üblichen Lamms. Auch er sitzt auf einem Thron. Auf seinem Nimbus steht
+ ♦ HIC E[ST] BAPTISTA IOH[ANN]ES ♦ MAIOR HO[M]I[N]E ♦ PAR ANG[E]LIS ♦ LEGIS
SV[M]MA ♦ EWA[N]GELII SA[N]C[T]IO ♦ AP[OSTO]LOR[UM] VOX ♦ SILE[N]CIV[M] P[RO]PHETAR[UM]
♦ LVCERNA MVN[DI] ♦ D[O]M[I]NI TESTIS
Übersetzung:
Dies ist Johannes der Täufer, mehr als nur ein Mensch, den Engeln gleich, Vollendung des Gesetzes, Gewähr des Evangeliums, Stimme der Apostel, Verstummen der Propheten, Licht der Welt, Zeuge des Herren. (nach Petrus Chrysologus: Sermones)
Die zentrale Gestalt trägt auf dem Kopf eine kostbare, mit Edelsteinen geschmückte Tiara. Sie ist ganz in Rot gekleidet. Untergewand und Mantel sind mit kostbaren, goldenen, mit Perlen bestickten Bordüren besetzt, auf denen zu lesen ist:
+ ΡΕΧ + ΡEΓV + ΔNC + ΔNANXIN +
Transkription:
REX REGUM [ET] DOMINUS DOMINANTIUM
Übersetzung:
König der Könige und Herr der Herren
In der Offenbarung des Johannes heißt es entsprechend:
Seine Augen waren wie Feuerflammen und auf dem Haupt trug er viele Diademe; und auf ihm stand ein Name, den er allein kennt. Bekleidet war er mit einem blutgetränkten Gewand; und sein Name heißt „Das Wort Gottes“. Auf seinem Gewand und auf seiner Hüfte trägt er den Namen: „König der Könige und Herr der Herren“. (Offb 19,12–16 ).
Dazu schrieb Augustinus:
In diesen Worten ist weder der Vater besonders genannt, noch der Sohn, noch der Heilige Geist, sondern der geheiligte und einzige Herrscher, der König aller Könige und der Herr aller Herren, die Dreifaltigkeit selbst.
Daraus könnte geschlossen werden, dass die zentrale Figur weder Christus noch Gott Vater, sondern den Dreieinigen Gott darstellen soll. Dem widerspricht aber die Inschrift auf den drei nimbusartigen Bögen darüber:
HIC E[ST] DEVS POTE[N]TISSIM[US] PP [=PROPTER] DIVINA[M] MAIESTATE[M] + SV[MMUS] O[MN]I[V]M OPTI[MUS] PP [=PROPTER] DVLCEDII[NI]S BO[N]ITATE[M]
REMVNERATOR LIBERALISSIMVS PROPTER INMEN
SAM LARGITATEM
Übersetzung:
Dies ist Gott der Allmächtige, mächtig durch seine göttliche Majestät, der Allerhöchste, der Beste durch seine liebreiche Güte, der Allerhöchste Belohner durch seine grenzenlose Freigiebigkeit.
Die Perlstickerei auf Gottes Stola trägt die Bezeichnung SABAωT, wahrscheinlich in der alttestamentlichen Bedeutung von Pantokrator:
Der Thron ist mit einem Ehrentuch bedeckt und hinterfangen, in dessen Muster unter einem Weinstock (vgl. Joh 15,1 ) und der Inschrift IHESUS XPS (Jesus Christus) der Pelikan zu sehen ist, der seine Jungen mit dem eigenen Blut nährt – ein Symbol für Christus, der sein Blut für das Heil der Welt hingegeben hat. Unklar ist, ob die Inschrift und das Christus-Symbol auf die Gestalt davor zu beziehen ist und diese als den Christus einer Deësis bezeichnet.
Zu Füßen der zentralen Gestalt liegt eine kostbare Krone, zusammen mit dem Zepter Zeichen der Königswürde und vielleicht auch eine Anspielung auf die der weltlichen Macht übergeordnete geistliche Macht. Auf dem Absatz hinter der Krone steht geschrieben:
(links:) VITA ♦ SINE ♦ MORTE ♦ IN ♦ CAPITE ♦ (rechts:) LVVENT[VS] ♦ S[I]N[E] ♦ SENECTVTE ♦ IN ♦ FRONTE ♦
(links:) GAVDIV[M] S[I]N[E] MERORE ♦ A ♦ DEXTRIS ♦ (rechts:) SECVRITAS ♦ S[I]N[E] ♦ TI[MOR]E ♦ A ♦ SINIST[RI]S ♦
Übersetzung:
Leben ohne Tod strahlt von seinem Haupte aus. Glanz ohne Alter auf seinem Antlitz. Freude ohne Trübung auf seiner Rechten. Sorglose Sicherheit auf seiner Linken.
Wird die zentrale Gestalt vertikal in Verbindung mit der Taube, dem Symbol des Heiligen Geistes, und dem Lamm, dem Symbol Christi, gesehen, stellt sie Gott Vater dar und ergibt mit Taube und Lamm zusammen ein Abbild der Dreifaltigkeit. In der waagrechten Verbindung mit Maria und Johannes dem Täufer dagegen kann sie den Inschriften folgend auch als Christus oder der Dreieinige Gott interpretiert werden.

#### Musizierende Engel

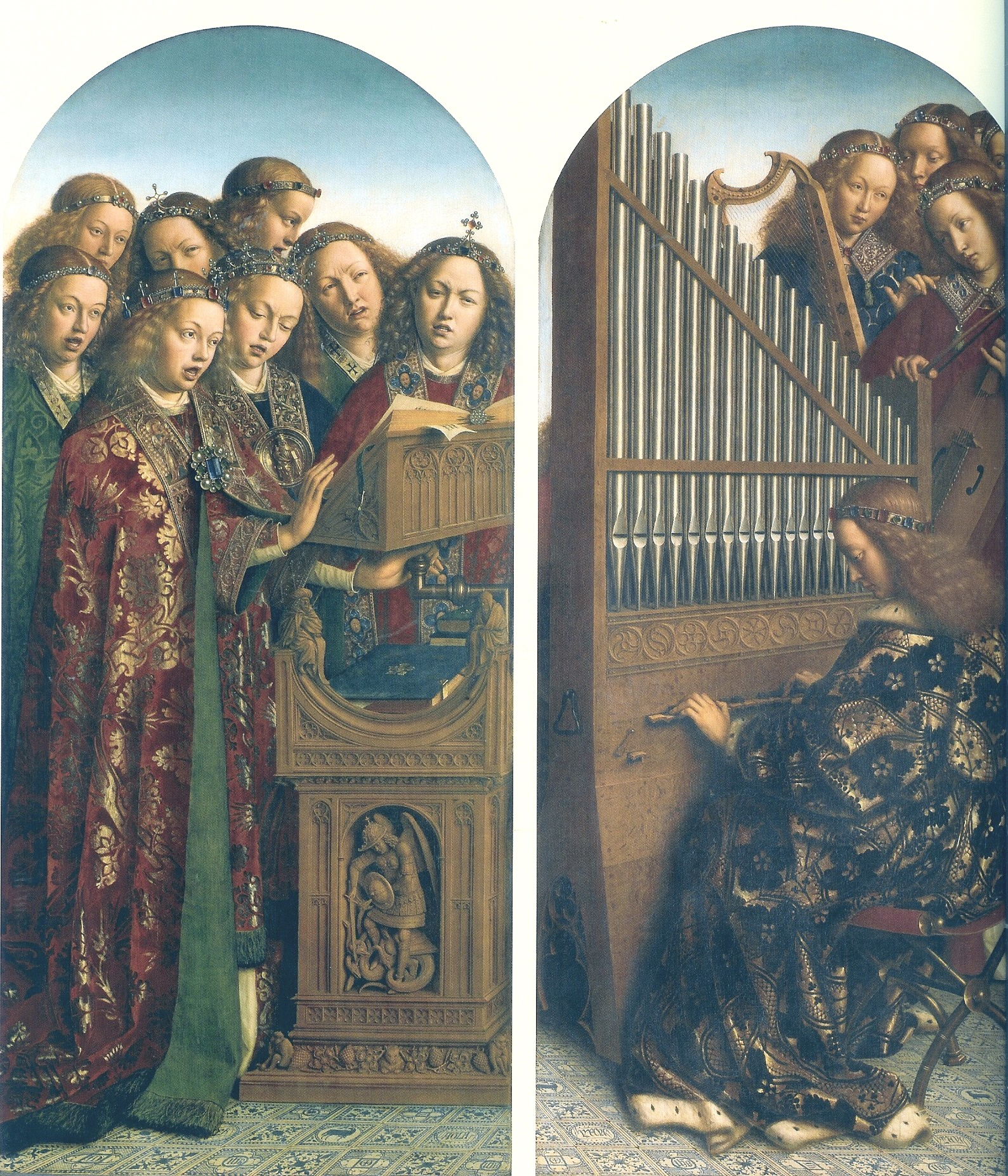
Musizierende Engel

In diesem Engelskonzert steht links und rechts der drei zentralen Gestalten jeweils eine Gruppe von flügellosen Engeln. Sie sind in kostbare Brokatgewänder gekleidet und tragen goldene Diademe, die mit Perlen, Juwelen oder einem Kreuz geschmückt sind.
Die linke Gruppe von acht singenden Engeln versammelt sich, wie im 15. Jahrhundert üblich, dicht gedrängt vor einem gemeinsamen Notenpult. Kein einziger Engel hat jedoch seinen Blick auf die Noten gerichtet. Die Gesichter und die langen, offenen, lockigen Haare sind ähnlich, tragen aber deutlich individuelle Züge.
Bildunterschrift:
MELOS DEO ♦ LAVS P[ER]HEN[N]IS ♦ GRA[TIA]R[UM] A[CT]IO ♦
Übersetzung:
Gesang für Gott, ewiges Lob, Danksagung.
In der rechten Gruppe spielt ein Engel an einer kleinen Orgel. Ein Harfner und ein Fidler sowie drei weitere Engel, deren Instrumente nicht gezeigt werden, hören zu.
Bildunterschrift:
♦ LAVDA[N]T EV[M] IN CORDIS ET ORGANO PS LC
Übersetzung:
Sie loben ihn mit Saitenspiel und Orgel Ps 150 (Vgl. Psalm 150 ).
Die Orgel, ein Positiv, ist derart authentisch und detailliert dargestellt, dass von ihr durch die Firma Oberlinger eine funktionstüchtige Replik hergestellt werden konnte. Die Fliesen des Fußbodens tragen Prägemuster von Blättern und Blumen sowie Christusmonogramme wie das IHS, das YECVC (auch gelesen als YEVE), das Alpha und Omega (Α und Ω) der Offenbarung und das kabbalistische AΓΛΑ (auch AGLA geschrieben), zudem das Lamm und das M als Symbol der Jungfrau Maria.

#### Adam und Eva

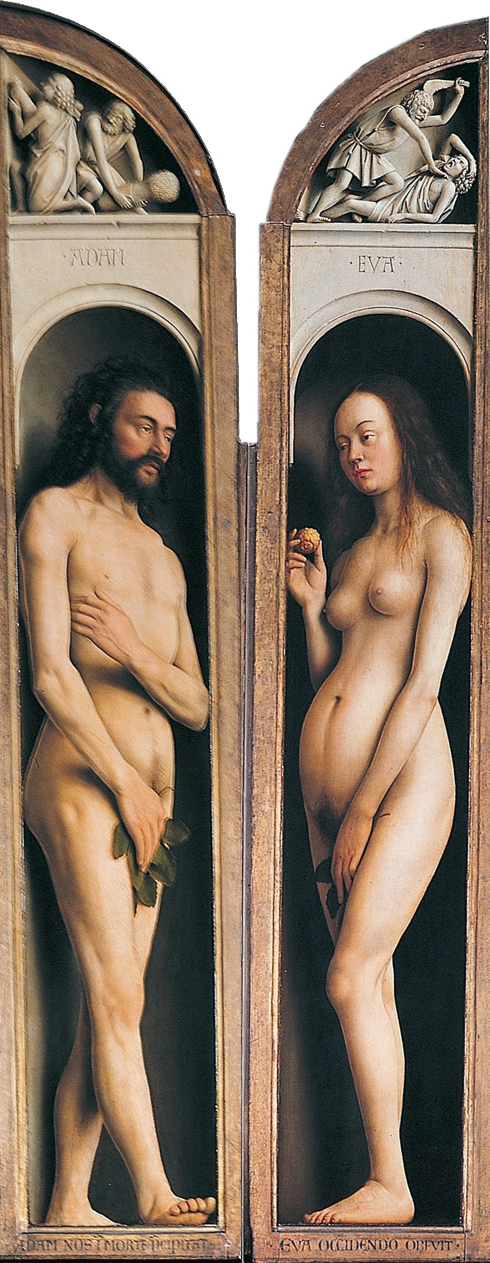
Adam und Eva: Ausschnitte gegenübergestellt

Adam und Eva, nackt und fast lebensgroß dargestellt, erinnern an den Sündenfall und an die Vertreibung aus dem Garten Eden.
Die Bildunterschriften lauten:
♦ ADAM NOS I[N] MORTE[M] P[RE]CIPITA[VI]T ♦
Übersetzung:
Adam stürzte uns in den Tod.
♦ EVA OCCIDENDO OBFUIT ♦
Übersetzung:
Eva schadete uns durch den Sündenfall.
Adam ist schreitend dargestellt. Dabei scheint sein rechter Fuß aus der Bildebene herauszuragen – neben der Gestaltung der Fußböden auf den inneren Tafeln der oberen Zone des Altars ein weiteres Beispiel perspektivischer Darstellung. Eva hält in der Hand die Frucht vom Baum der Erkenntnis, hier als Zitrusfrucht dargestellt. Beide bedecken ihre Scham mit Feigenblättern – der Sündenfall ist also bereits geschehen. Diese Darstellung ist für ein Altarbild ungewöhnlich.
Die halben Lünetten oberhalb der Figurennischen zeigen im Blick auf die Kinder Adams und Evas, gemäß dem Buch Genesis, die Folgen des Sündenfalls: Abel und Kain opfern Gott ihre Gaben, wobei nur das Lammopfer Abels Gott wohlgefällig ist; daraufhin erfolgt der Brudermord Kains an Abel.
In St. Bavo befinden sich heute noch Tafeln aus dem 19. Jahrhundert, auf denen Adam und Eva bekleidet dargestellt werden.

#### Verehrung des Lammes Gottes
Im Gegensatz zu dem oberen Teil der Innenseite wirkt die untere, aus fünf Tafeln bestehende Zone stärker als kompositorische Einheit. Inhaltlich bezieht sich diese auf die Offenbarung des Johannes (Offb 7,9–10 ), das letzte Buch des Neuen Testaments.

„Danach sah ich: eine große Schar aus allen Nationen und Stämmen, Völkern und Sprachen; niemand konnte sie zählen. Sie standen in weißen Gewändern vor dem Thron und vor dem Lamm und trugen Palmzweige in den Händen. Sie riefen mit lauter Stimme: Die Rettung kommt von unserem Gott, der auf dem Thron sitzt, und von dem Lamm.“

|  |  |  |

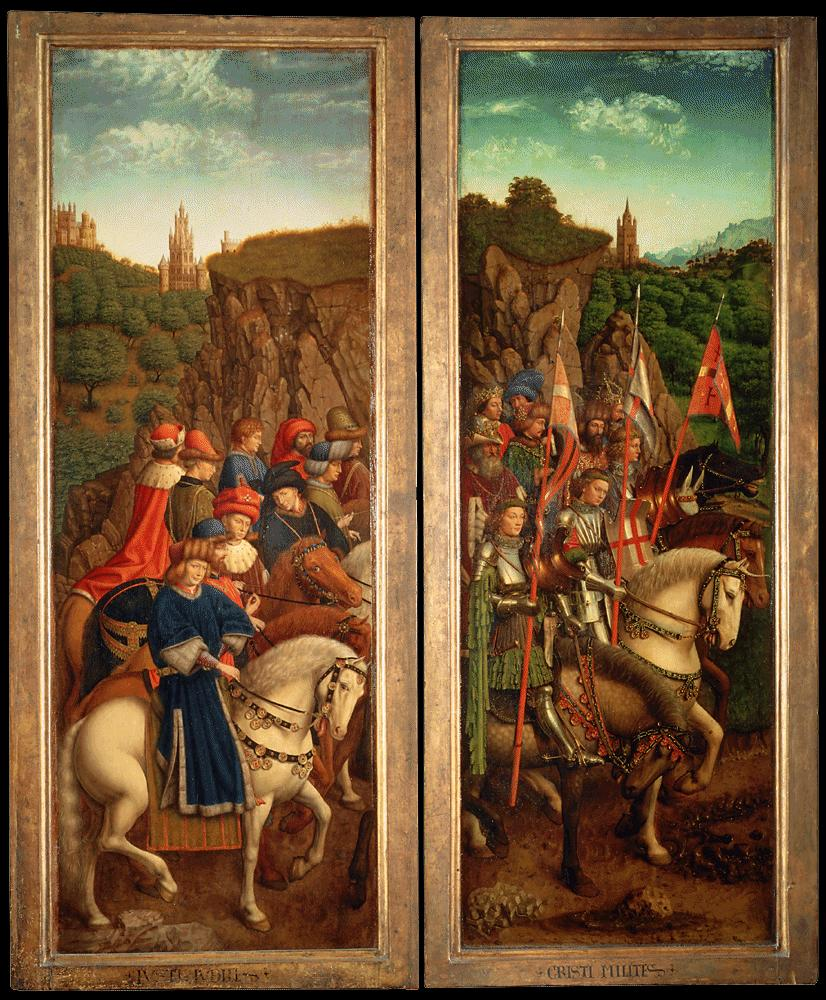
Die Gerechten Richter (Kopie) und die Streiter Christi

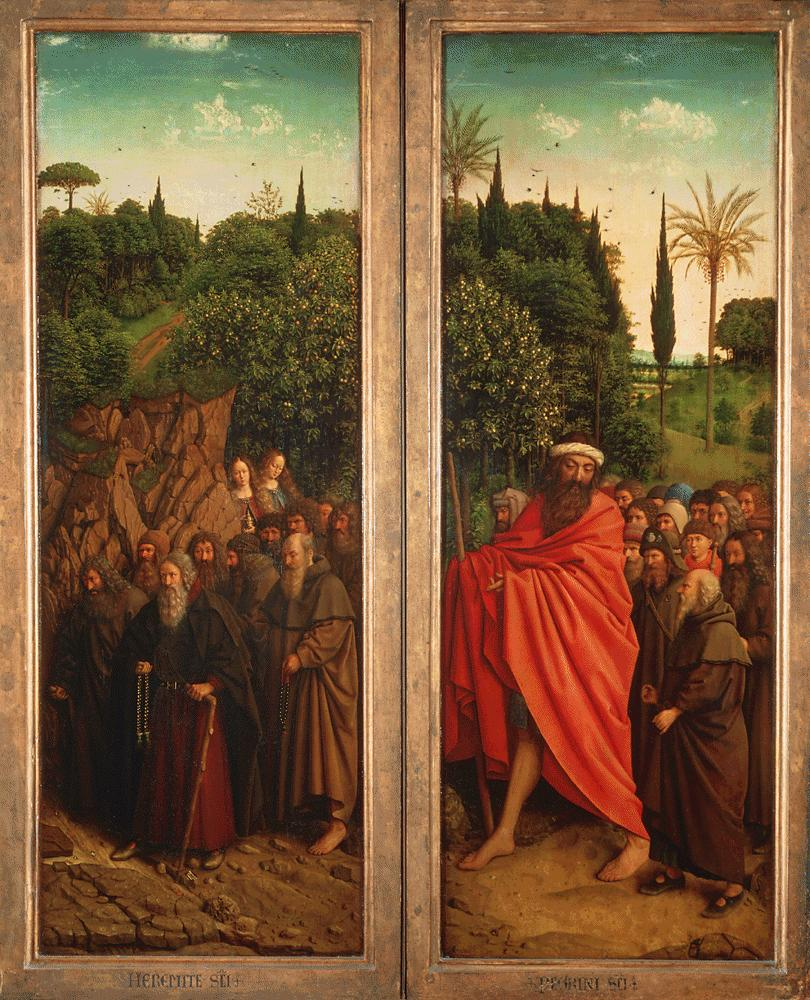
Die Heiligen Eremiten und die Heiligen Pilger

Beim Mittelteil sind die originalen Rahmen und damit deren Beschriftung verloren gegangen. Die originalen Rahmen der vier dem Mittelteil angegliederten Seitenflügel dagegen haben sich mitsamt ihrer Beschriftung erhalten. Daher lassen sich nur die Darstellungen auf den Seitenflügeln eindeutig benennen, und deren übersetzte Bildunterschriften konnten von Kunsthistorikern als Bildtitel übernommen werden.
Auf einer sich über alle Tafeln erstreckenden, im Mittelteil mit einer Blumenwiese paradiesisch wirkenden Landschaft wird die Anbetung des Lammes dargestellt, und zwar durch insgesamt neun unterschiedliche Gruppen: Engel mit Weihrauchfässern bzw. Leidenswerkzeugen rings um den Altar, auf den beiden linken Seitenflügeln, auf steinigem Weg, außen die Gerechten Richter (JVSTI JVDICES) und innen die Streiter Christi (CRISTI MILITES); spiegelbildlich dazu auf den beiden rechten Flügeln außen die von einem hünenhaften Christophorus angeführten Heiligen Pilger (PERGRINI S[AN]C[T]I) und innen die Heiligen Eremiten (HEREMITI S[AN]C[T]I) mit Maria Magdalena und Maria Ägyptica im Hintergrund; im Vordergrund der Mitteltafel links eine gemischte Gruppe von den sogenannten kleinen Propheten des Alten Testaments (zu erkennen an den Büchern), Patriarchen, Juden und Heiden, rechts die Apostel und eine Gruppe von in rote Pluviale oder Messgewänder gekleideten Hirten der Kirche. Der Kreis schließt sich durch die beiden oberhalb des Altars heranströmenden, endlos erscheinenden Prozessionen von heiligen Jungfrauen und Klerikern. Die Märtyrer unter ihnen tragen als Attribut die Märtyrerpalme.
Mittelpunkt des Bildes ist das mystische Lamm auf dem Altar, aus dessen Brust Blut in einen Messkelch strömt. Es ist eines der ältesten Symbole für Christus. Da man bei der Brüsseler Restaurierung nach dem Zweiten Weltkrieg offenbar wegen der Ungeduld der Genter die Arbeit abbrechen musste, hat dieses Lamm vier Ohren, die zarten ursprünglichen, jetzt wieder freigelegten Öhrchen, sowie die großen der späteren Übermalung. Auf dem Antependium stehen Zitate aus dem Johannesevangelium:
+ ECCE AGNVS DEI QUI TOLLIT PEC[CAT]A MVNDI +
Übersetzung:
Seht das Lamm Gottes, das hinwegnimmt die Sünde der Welt (vgl. Joh 1,29 )
IHES[US] VIA V[ER]ITA[S] VITA
Übersetzung:
Jesus, der Weg, die Wahrheit, das Leben (Joh 14,6 )
Aus dem Springbrunnen – achteckig wie ein mittelalterliches Baptisterium – unterhalb des Altars ergießt sich Wasser in eine edelsteingeschmückte Wasserrinne. Auf dem Brunnenrand ist zu lesen:
HIC EST FONS AQVAE VITAE PROCEDENS DE SEDE DEI + AGNI
Übersetzung:
Dies ist der Strom des lebendigen Wassers, der vom Thron Gottes und des Lammes ausgeht (vgl. Offb 27,1 )
Oberhalb des Altars schwebt die Taube des Heiligen Geistes, der mit seinen goldenen Strahlen Licht über die zentrale Szene der Mitteltafel gießt.

#### Landschaft

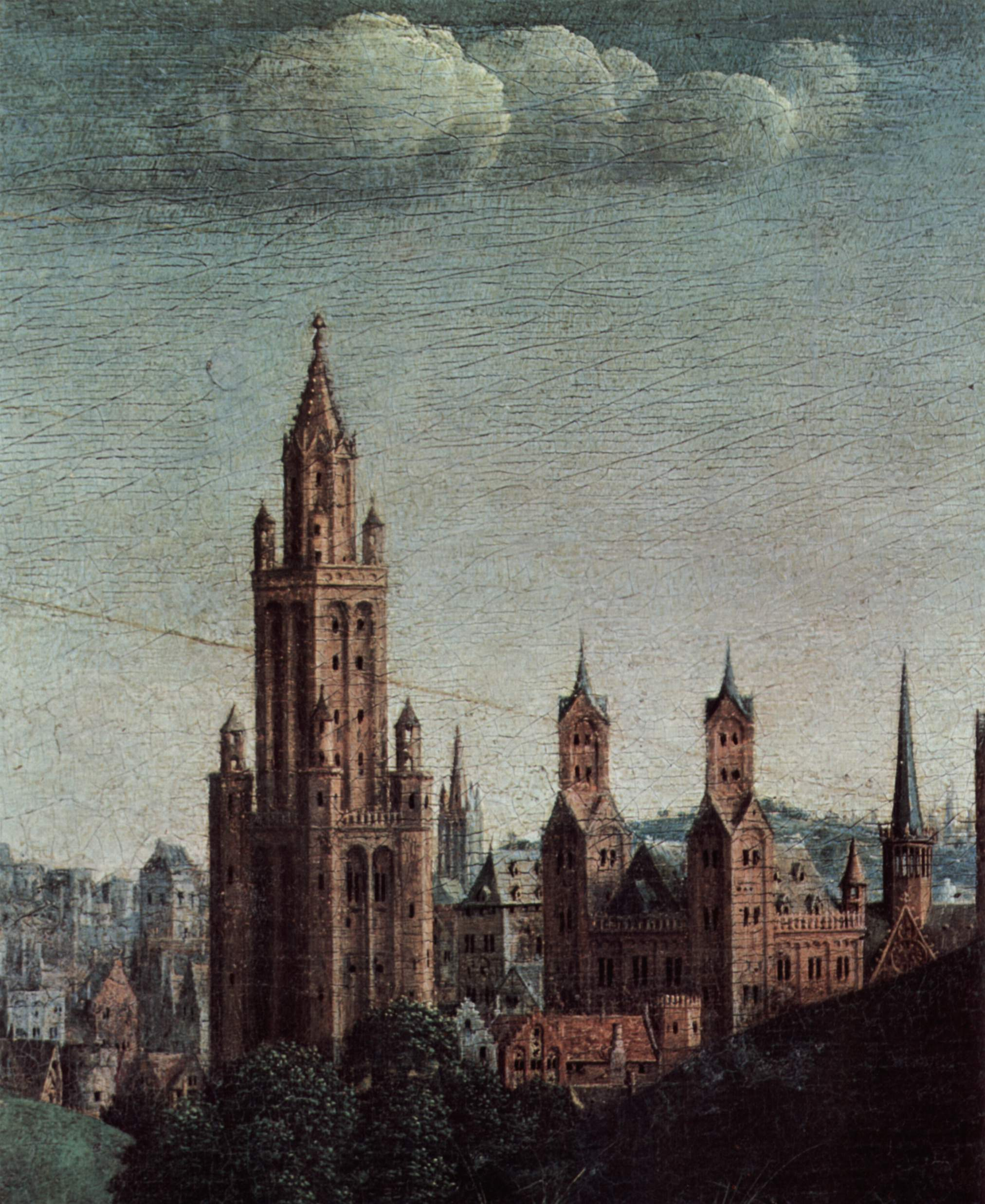
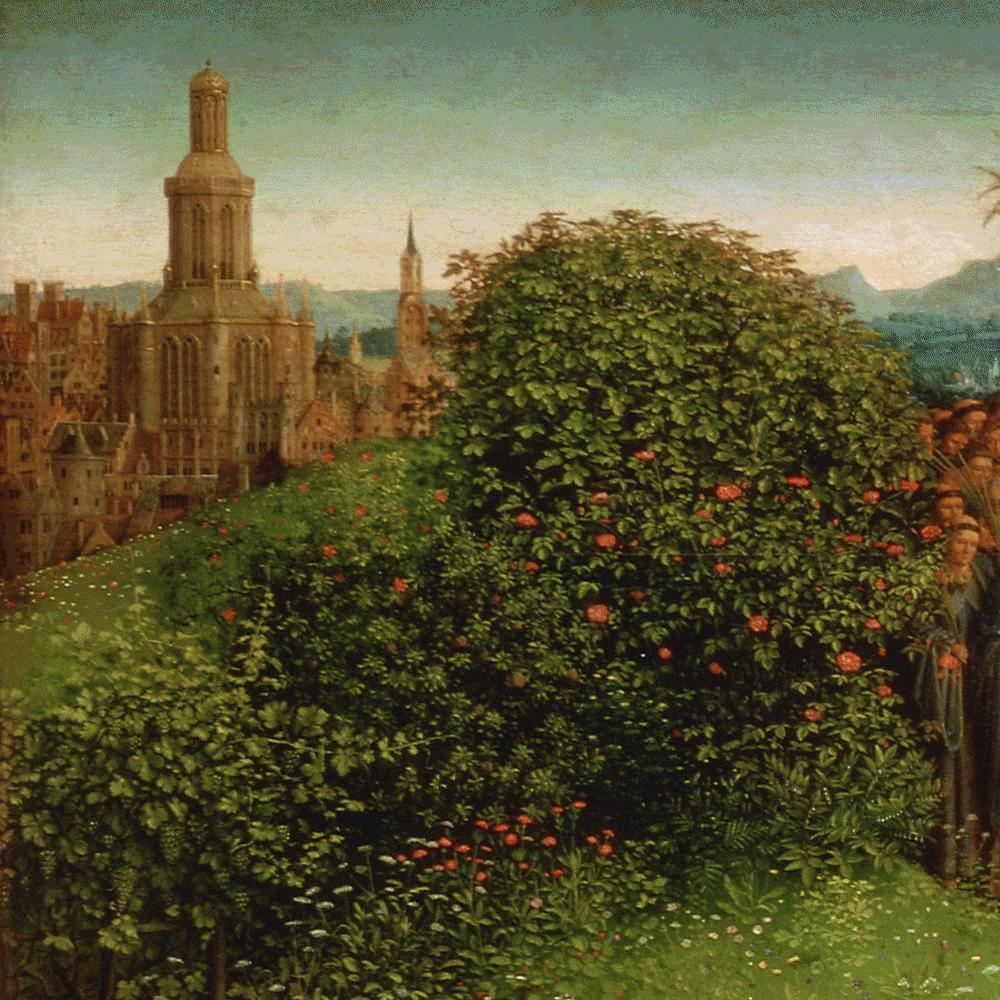
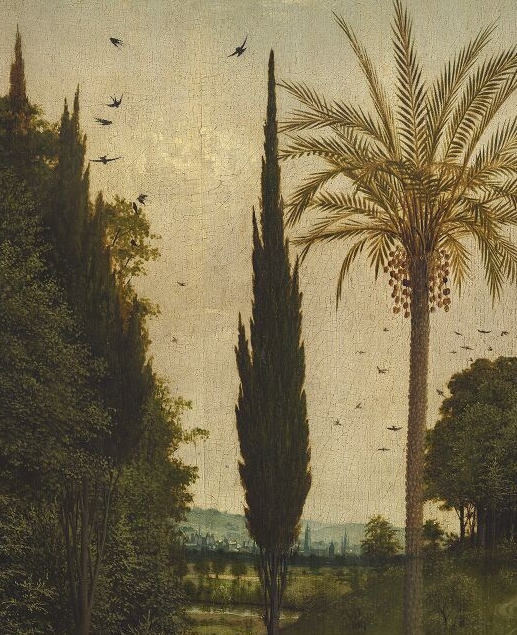
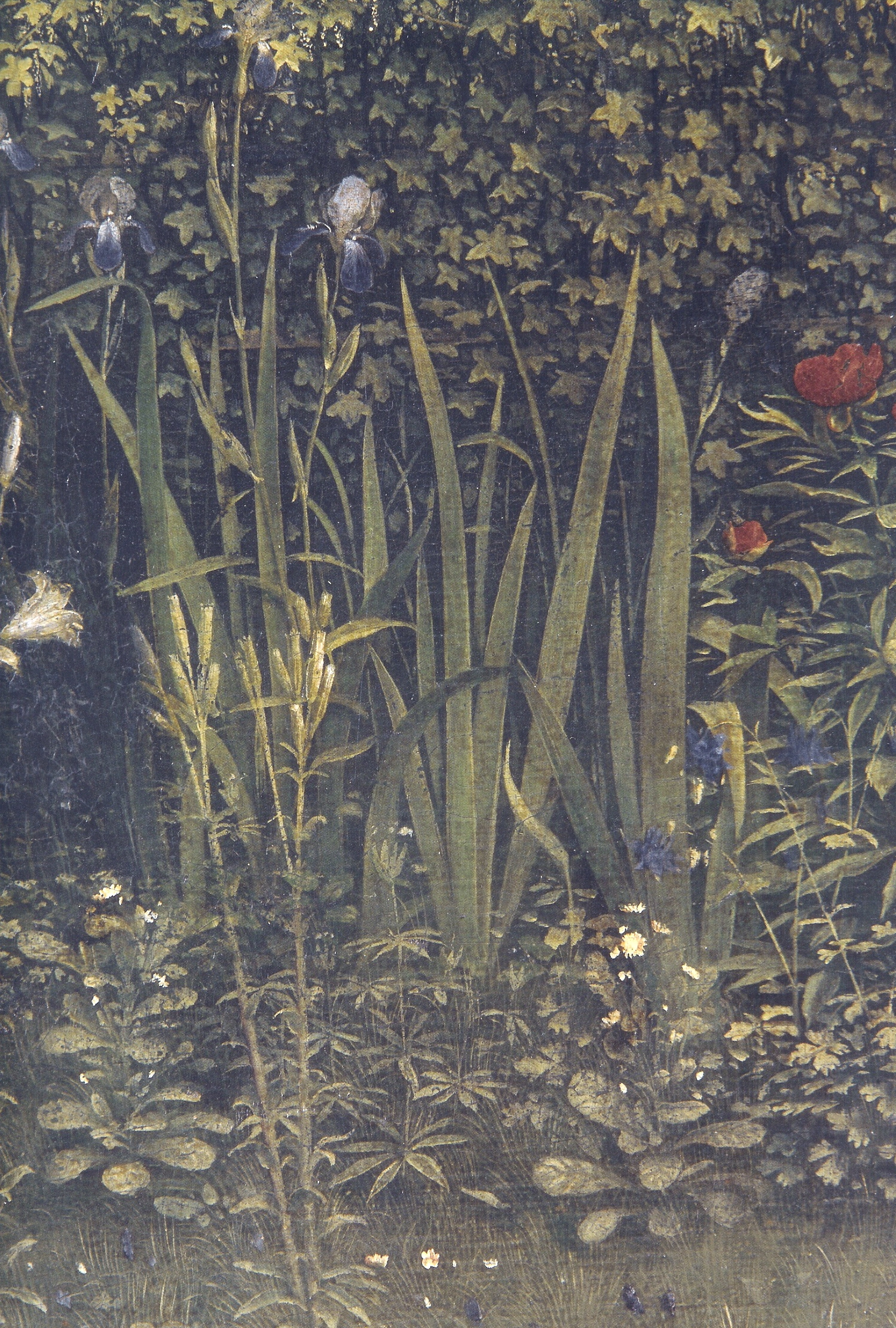

War auf mittelalterlichen Tafelbildern die himmlische Sphäre in der Regel durch einen Goldgrund symbolisiert, so wird sie hier als paradiesisch wirkende Landschaft dargestellt, die sich – aus der Vogelperspektive gesehen – unter einem heiteren Himmel mit federleichten Wölkchen ausbreitet. Mit Wiesen und Baumgruppen bedeckte Hügel reihen sich aneinander, hinter denen die Kirchtürme flämisch-niederländischer Städte aufragen, Symbole für das himmlische Jerusalem (Vgl. Offb 21,10 ). Der Genter Altar zeigt laut Segal (1984) Darstellungen von 81 verschiedenen Kräutern, Sträuchern, (vor allem mediterranen) Bäumen, Flechten, Moosen und Farnen. Viele der teilweise schon von Johanna Schopenhauer im Jahr 1822 beschriebenen Pflanzen in der Flora des Genter Altars – darunter viele Heilpflanzen – haben einen Sinnbezug zur christologischen Symbolik und sind so naturgetreu dargestellt, dass sich leicht Orangen- und Granatapfelbäume, Dattelpalmen und Zypressen, Rosenbüsche und Weinstöcke sowie Lilien, Iris, Pfingstrosen, Maiglöckchen, Waldmeister, Gänseblümchen u. a. identifizieren lassen.

## Hubert und Jan van Eyck?
Die Frage nach dem Autor oder den Autoren des Genter Altars gehört zu den bisher ungelösten Fragen der Kunstwissenschaft. Noch Dürer, der den Altar am 10. April 1521 sehen konnte, spricht nur von Jan van Eyck, von des Johannes taffel; das ist ein über köstlich, hoch verständig gemähl, und sonderlich die Eva, Maria und Gott der vatter sind fast [=sehr] gut.
Die intensive Diskussion über die jeweiligen Anteile der 'Brüder' Hubert und Jan an dem Altar begann erst mit der Entdeckung der Inschrift auf den äußeren Rahmen im Jahre 1823. Für die Kunstwissenschaft stellte sich sofort die Frage einer „Händescheidung“, die bisher nicht befriedigend und schlüssig sowie bisher sehr unterschiedlich beantwortet wurde. Es gibt keine gesicherte Lehrmeinung, der sich die Mehrheit der Forscher anschließen möchte. Es sieht vielmehr so aus, dass mit dem Zuwachs der Untersuchungen und der Kenntnisse über das Bild die Unsicherheit über eine mögliche Abgrenzung der beiden Künstler oder über die Zuschreibung des Gesamtkonzepts, einzelner Tafeln oder Bildanteile eher zu- als abnimmt.

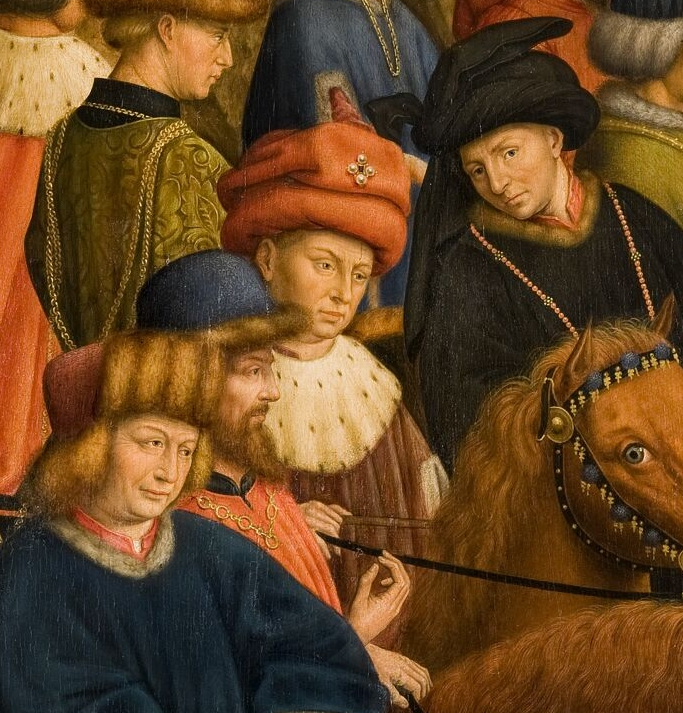
Ausschnitt aus den Gerechten Richtern (Kopie). Vermutete Porträts der Brüder van Eyck: Hubert links vorne und Jan rechts hinten.

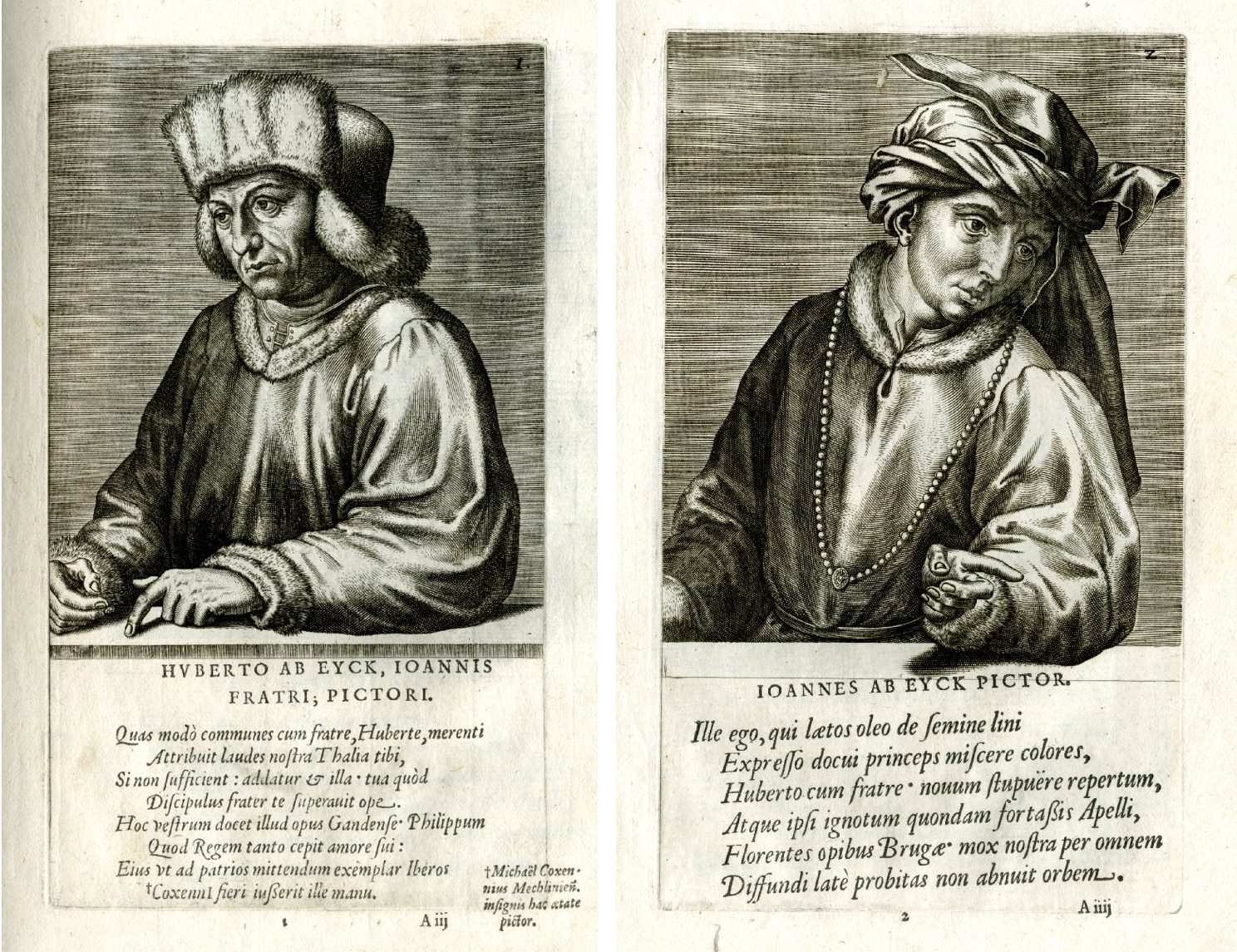
Hubert van Eyck (links) und Jan van Eyck (rechts). Seitenverkehrte Drucke nach den Gerechten Richtern (1572).

Bei den Auseinandersetzungen um die Autorenschaft der Brüder van Eyck spielt die Inschrift auf den unteren Rahmenleisten des geschlossenen Altars eine besondere Rolle. Neueste Untersuchungen ab 2012 haben ergeben, dass diese Inschrift auf der Erstfassung der Rahmen aufgebracht worden ist. Umstritten bleibt weiterhin, ob sie tatsächlich authentisch ist und aus dem Jahr 1432 stammt oder eine spätere Hinzufügung oder Fälschung ist. 1559 wurde in der Kapelle, in der der Genter Altar stand, eine 1565 auch gedruckt herausgegebene Ode des Malers und Dichters Lucas de Heere angebracht, die Jan und Hubert van Eyck als Meister des Altares rühmt und erwähnt, dass beide als Gerechte Richter porträtiert worden seien. Manche Kunstwissenschaftler meinen, das sei der Zeitpunkt gewesen, an dem die Inschrift gefälscht worden sei. Als Grund für die Fälschung wird ein damaliger Genter Lokalpatriotismus angegeben. Man habe die eigene Heimatstadt mit einem „Städtelob“ feiern wollen; denn Jan van Eyck kam aus Brügge, war also kein Genter. Daher habe man den zufällig namensgleichen Hubert als Genter Maler kurzerhand zum Bruder Jan van Eycks gemacht und dem auswärtigen Jan in der Inschrift vorangestellt. Die Panegyrik der Inschrift, in der die Künstlernamen und das Werk vor dem Stifternamen genannt werden, und die etwas nachlässige Schreibweise schlössen aus, dass die Inschrift authentisch ist. Der Altar sei keinesfalls 1432 vollendet und aufgestellt worden. Das sei erst 1435 geschehen, als Joos Vijd für seine Kapelle und damit für den Altar vor dem Eyck’schen Retabel eine Heilige Messe stiftete.
Ein weiterer Streitpunkt ist die Identität des älteren Bruders Hubert van Eyck. Manche Kunstwissenschaftler setzen ihn gleich mit dem Genter Meister Hubert (auch Hubrecht, Ubrecht und Luberecht oder ähnlich) van Eyck (auch Heyke), der nachweislich 1424/25 Entwurfszeichnungen für einen Altar im Auftrag der Genter Schöffen anfertigte, die sein Atelier besuchten. Zu ihnen gehörte auch Joos Vijd. Allerdings kann diesem Meister kein Werk zweifelsfrei zugeordnet werden. Zudem ist unklar, ob er tatsächlich ein Bruder des jüngeren Jan van Eyck war. Gesichert ist, dass ein Hubrecht van Eyck am 18. September (1426?) in Gent starb, in Sint-Jans seine letzte Ruhestätte fand und dort eine Grabplatte mit einer verlorengegangenen Inschrift erhielt, von der sich allerdings eine Abschrift erhalten hat. Ein Auszug daraus lautet:
Hubrecht van Eyck was ick ghenant
Nu spyse der wormen, voormaels bekant
In schilderye zeer hooghe gheeert:
Cort na was yet, in nieute verkeert.
Int iaer des Heeren des sijt ghewes
Duysent, vier hondert, twintich en zes,
Inde maent September, achthien daghen viel,
Dat ick met pynen God gaf mijn ziel.
Die Kenntnisse über Hubert van Eyck sind jedoch insgesamt so spärlich, dass seine Existenz sogar bezweifelt wurde und er eine personnage de légende genannt wurde. Aufgrund neuerer Erkenntnisse im Zuge der seit 2012 andauernden Renovierung wird im Gegensatz dazu von einigen Kunstwissenschaftlern der Standpunkt vertreten, es gebe keinen Anlass, die Authentizität der auf der Erstfassung der Rahmen angebrachten Inschrift und damit die Mitwirkung Hubert van Eycks zu bezweifeln. Dennoch resultiert aus allen kunstwissenschaftlichen Forschungen und Überlegungen eine unsichere Faktenlage: Hubert van Eyck könnte das meiste entworfen und etliches gemalt haben, er könnte lediglich einen Entwurf geliefert haben und Jan van Eyck könnte alles gemalt haben, Jan van Eyck könnte die Tafeln Huberts überarbeitet haben oder er könnte alles entworfen und vollendet haben.

## Geschichte des Genter Altars

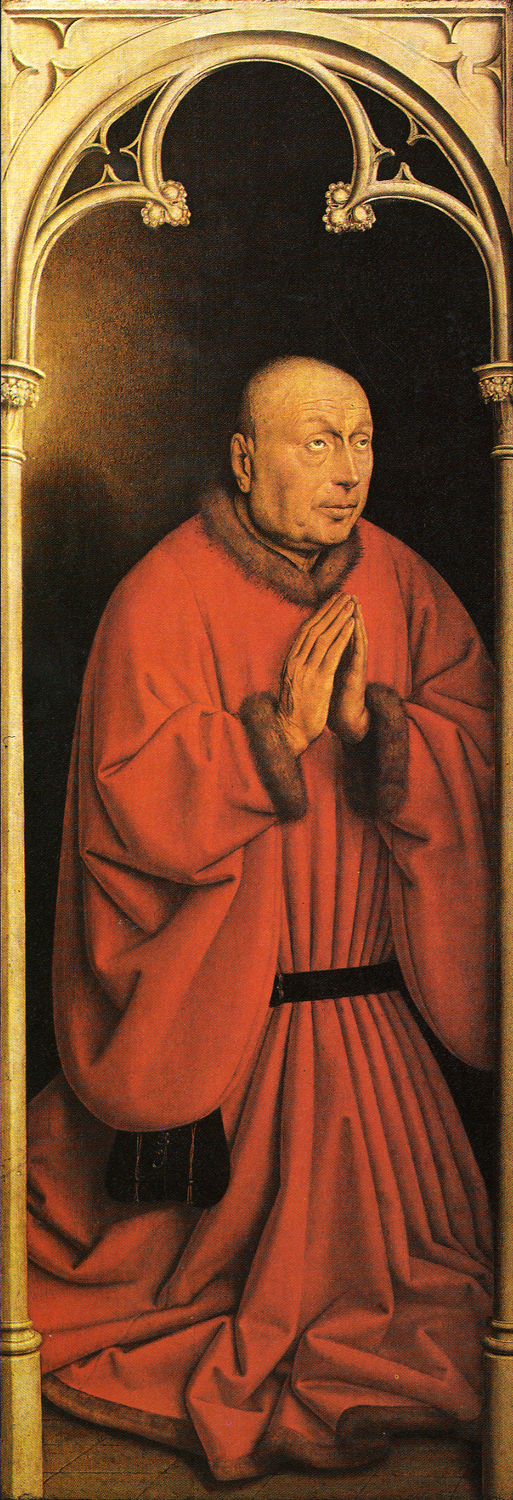
Joos Vijd, Zustand vor der neuerlichen Restaurierung

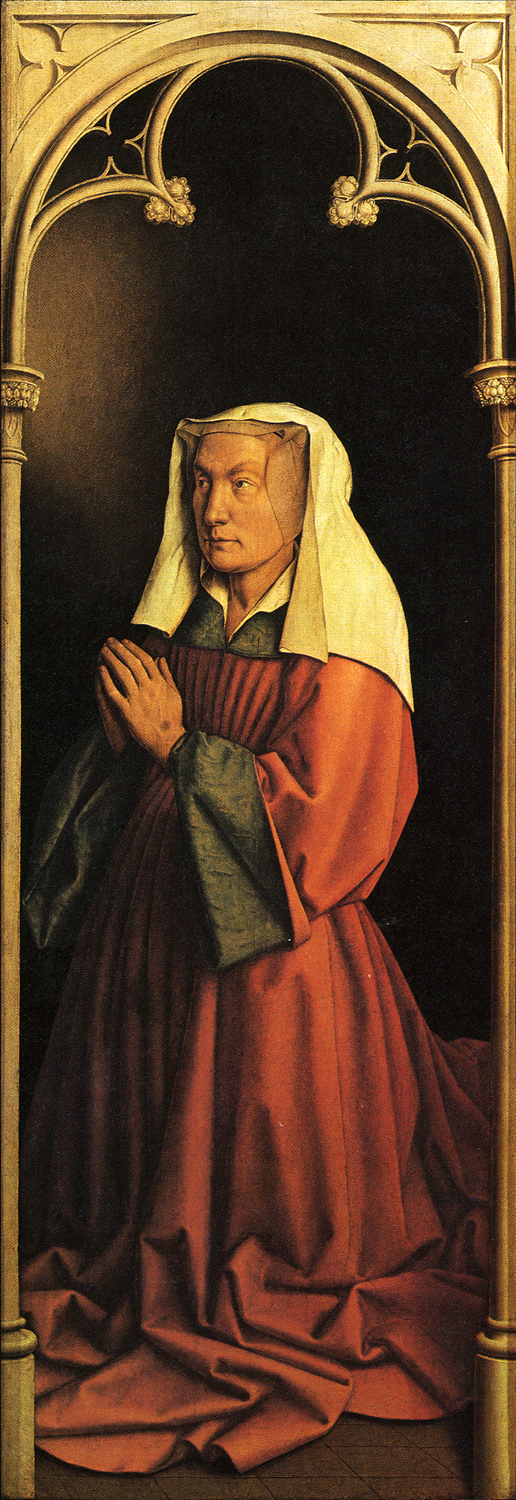
Elisabeth Borluut, Zustand vor der neuerlichen Restaurierung

Der Altar ist ein Auftragswerk des reichen Genter Patriziers Joos Vijd und dessen Frau Elisabeth Borluut. Er war bestimmt für die ebenfalls von Vijd gestiftete Seitenkapelle in Sint-Jans, dem heutigen St. Bavo. Der Auftrag wurde um 1420 vergeben und wahrscheinlich 1432 vollendet. Am 6. Mai 1432 soll der Altar geweiht worden sein. Im Jahr 1435 vermachte Vijd der Kirche ein Stück Land, damit von dessen Erträgen auch in Zukunft an dem Altar Messen für die Stifter gelesen werden konnten.
Mit dem Altar ist eine wechselvolle und abenteuerliche Geschichte verbunden. In der ersten Hälfte des 16. Jahrhunderts wurde er zum ersten Mal einer Restaurierung unterzogen, bei der angeblich die von Marcus van Vaernewyck voet genannte Predella vernichtet wurde. 1550 reinigten die Maler Lancelot Blondeel und Jan van Scorel den Altar. Während des niederländischen Bildersturms versteckte man ihn im Kirchturm und brachte ihn erst nach der Rekatholisierung Flanderns 1569 wieder an seinen Platz in der Vijd-Kapelle zurück. 1578 demontierten die Calvinisten den Altar erneut und stellten ihn im Rathaus auf. Er kehrte zwanzig Jahre später wieder nach St. Bavo zurück. 1662 wurden die Tafeln in einen barocken Altaraufbau eingesetzt.
1781 mussten die Tafeln mit Adam und Eva entfernt werden, angeblich, weil Kaiser Joseph II. an den nackten Voreltern Anstoß nahm. Allerdings passte der Stil der Gemälde auch nicht mehr zum frühklassizistischen Zeitgeschmack. Nach der Eroberung Flanderns durch französische Truppen in den Revolutionskriegen wurden auf Geheiß Napoleons die Mittelteile des Altars nach Paris verschleppt und dort im Musée Napoléon, dem heutigen Louvre, ausgestellt, während man die Flügel rechtzeitig verstecken konnte. Nach der Schlacht bei Waterloo wurden die Haupttafeln der Stadt Gent zurückgegeben.
1816 wurden jeweils drei Tafeln der Seitenflügel, ausgenommen die Tafeln mit Adam und Eva,  – nach damaliger Auffassung legal – an den Kunsthändler Lambert Jan Nieuwenhuys verkauft und von diesem an den englischen Kaufmann Edward Solly. Solly verkaufte die Seitentafeln 1821 für 400.000 Gulden an den preußischen König Friedrich Wilhelm III. Die vier Mitteltafeln waren in St. Bavo verblieben. 1822 wurden sie bei einem Brand des Dachstuhles evakuiert und nur knapp vor der Zerstörung bewahrt. Dabei wurde die Malschicht der Lammanbetung beschädigt, und diese Tafel brach horizontal entzwei. 1823 ließ Gustav Christoph Waagen in Berlin die großenteils übermalte Inschrift auf den unteren Rahmenleisten der Außenseite freilegen, von der bisher nur der Name Hubertus unter dem Stifterbild zu lesen war. 1829 wurden die nach Berlin gelangten Tafeln jeweils in eine Vorder- und eine Rückseite zerteilt, damit man beide Seiten besser betrachten konnte. Diese Tafeln wurden zunächst im 1830 eröffneten Alten Museum von Karl Friedrich Schinkel aufgestellt, als Hauptwerk der Berliner Galerie direkt neben den Hauptwerken der italienischen Renaissance-Sammlung. 1904 kamen sie wieder, in einem eigenen Kabinett hervorgehoben, im neuen Kaiser-Friedrich-Museum zur Präsentation. Im neu geplanten Deutschen Museum im Nordflügel des heutigen Pergamonmuseums sollten sie seit 1907 eine zentrale Stellung erhalten.
Nach dem Ersten Weltkrieg wurde Deutschland im Vertrag von Versailles verpflichtet, die Tafeln gemeinsam mit den in der Münchener Alten Pinakothek aufbewahrten Tafeln des Löwener Altars von Dierick Bouts d. Ä. an Belgien auszuliefern, obgleich sie 1821 rechtlich legal erworben worden waren und die Haager Kriegskonvention von 1904 die Kompensation von Kriegsschäden mit Kulturgütern verbietet. Bis in die dreißiger Jahre hinein wurde gegen die Auslieferung der Tafeln in Deutschland protestiert. Noch 1936 richteten die Berliner Museen im Deutschen Museum im Pergamonmuseum ein Gedenkkabinett ein.
In Belgien wurden die zersägten Tafeln wieder zusammengefügt, mit den inzwischen in das Brüsseler Museum gelangten Adam- und Eva-Flügeln vereinigt und in der Genter St.-Bavo-Kirche wieder als Hochaltar aufgestellt. 1934 wurden die Tafeln mit den Gerechten Richtern und Johannes dem Täufer gestohlen. Letztere wurde zurückgegeben. Für die ungleich wertvolleren Gerechten Richter wurde jedoch, wahrscheinlich von Arseen Goedertier, ein Lösegeld von einer Million belgische Francs gefordert. Da die Summe nicht gezahlt wurde, erfolgte keine Rückgabe. Dieses Bild ist nach wie vor verschollen. Die heute ausgestellte Bildtafel ist eine Kopie, die von dem Kunstmaler und Restaurator Jozef van der Veken stammt.

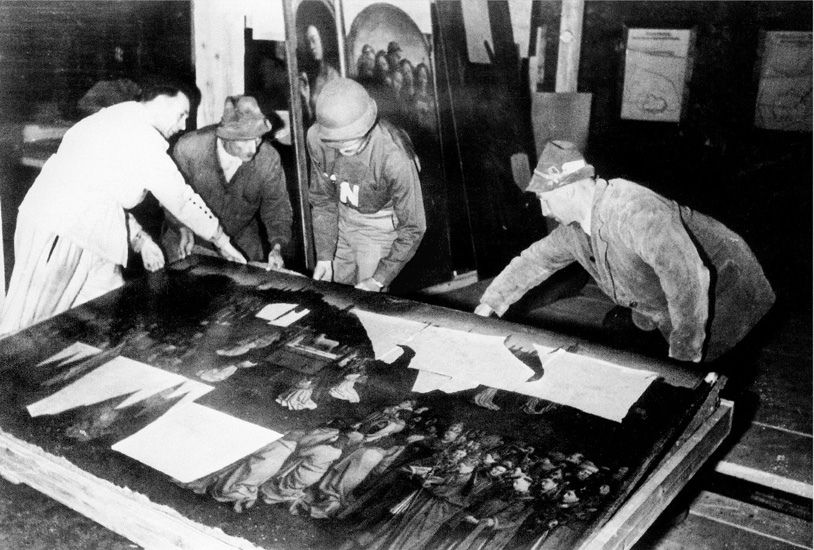
Der Genter Altar während der Bergung aus dem Salzbergwerk Altaussee, 1945

Während des Zweiten Weltkriegs wurde der Altar in das südfranzösische Schloss Pau gebracht, wo er von den Nationalsozialisten entdeckt wurde. Sie verschleppten ihn unter Anleitung von Ernst Buchner zunächst nach Neuschwanstein und 1944 in das Salzbergwerk bei Altaussee, aus dem er nach Kriegsende von der Monuments, Fine Arts, and Archives Section geborgen wurde.
Nach dem Krieg wurde der Altar in Brüssel einer umfassenden Restaurierung unterzogen und von später hinzugefügten Malschichten so weit wie möglich befreit. Anschließend wurde er wieder am Ort seiner Bestimmung, der Vijd-Kapelle aufgestellt. Seit 1989 stand das im Großen und Ganzen sehr gut erhaltene Werk nach erneuter umfänglicher Restaurierung in der tageslichtfreien nördlichen Turmseitenkapelle von St. Bavo, geschützt und klimatisiert in einer hermetischen Panzerglasvitrine. Die grünliche Tönung des dicken Panzerglases beeinträchtigte die originale Farbigkeit, insbesondere bei der ausschließlichen Beleuchtung durch Kunstlicht. Die Betrachtung des geschlossenen Altars war dadurch unmöglich geworden, mithin die Einheitlichkeit von dessen Bildmotiven – Verkündigung, Stifter und beide Johannes – zerrissen.
Seit September 2012 wird der Altar erneut einer Restaurierung unterzogen. In drei Phasen wird jeweils ein Drittel des Werks im Genter Museum voor Schone Kunsten bearbeitet. Dort kann man an Werktagen die Restaurierungsarbeiten hinter einer Glaswand beobachten, im Übrigen werden die Tafeln ausgestellt. Die übrigen zwei Drittel des Originals sind in der mittleren Chorkapelle, der Sakramentskapelle der St.-Bavo-Kathedrale, in einer klimatisierten Glasvitrine zu sehen, und die fehlenden Tafeln sind durch Reproduktionen ersetzt. Im September 2016 endete die erste Phase, die den Tafeln der Werktagsseite gewidmet war. Die zweite Phase betraf die fünf unteren Tafeln der Festtagsseite einschließlich der zentralen Darstellung der Anbetung des Lammes. Nach der Beendigung ihrer Renovierung im Januar 2020 ist die Anbetung des Lammes im Rahmen des Van-Eyck-Jahres in die Genter Kathedrale Sankt Bavo zurückgekehrt.
In der dritten Phase werden seit 2023 bis 2026 die sieben Tafeln des oberen Registers der Festtagsseite restauriert.
Am ursprünglichen Aufstellungsort der Vijd-Seitenkapelle wurde der Altar von dem von rechts eintretendem Tageslicht beleuchtet.

## Trivia
In Albert Camus’ Roman Der Fall (1956) befindet sich das gestohlene Original der Gerechten Richter im Besitz des Protagonisten.
Die Suche nach dem Altar sowie der Brügger Madonna während des Zweiten Weltkrieges ist ein zentrales Thema des Spielfilms Monuments Men – Ungewöhnliche Helden (2014).
Zudem ist der Altar in der Schlussszene des Films Ein Dorf wehrt sich (2019) zu sehen, als ein amerikanischer Berichterstatter von der Auffindung des Altares berichtet und anmerkt, dass eine Tafel fehlt. In der letzten Einstellung des Films sind die Bergleute zu sehen, die während einer Brotzeit an einem Tisch sitzen, dessen Tischplatte von unten gezeigt wird und die fehlende Platte zeigt.

## Film
- Der Genter Altar. Ein Meisterwerk der Gebrüder Van Eyck. Regie: Joachim Thome und Jérôme Laffont, Arte, RTBF, Frankreich, Belgien 2019.